# Cattedrale di Sens
La cattedrale metropolitana primaziale di Santo Stefano (in francese cathédrale métropolitaine primatiale Saint-Étienne) è il principale luogo di culto cattolico della città di Sens, nel dipartimento della Yonne in Borgogna-Franca Contea (Francia), sede vescovile dell'arcidiocesi omonima.
È stata una delle prime cattedrali gotiche, costruita a partire dal 1135 e dedicata nel 1164. Il transetto venne aggiunto in stile gotico flamboyant tra il 1490 e il 1515 e la torre della facciata fu completa nella sua forma attuale solo nel 1534.
La cattedrale è monumento storico di Francia dal 1840.

## Storia

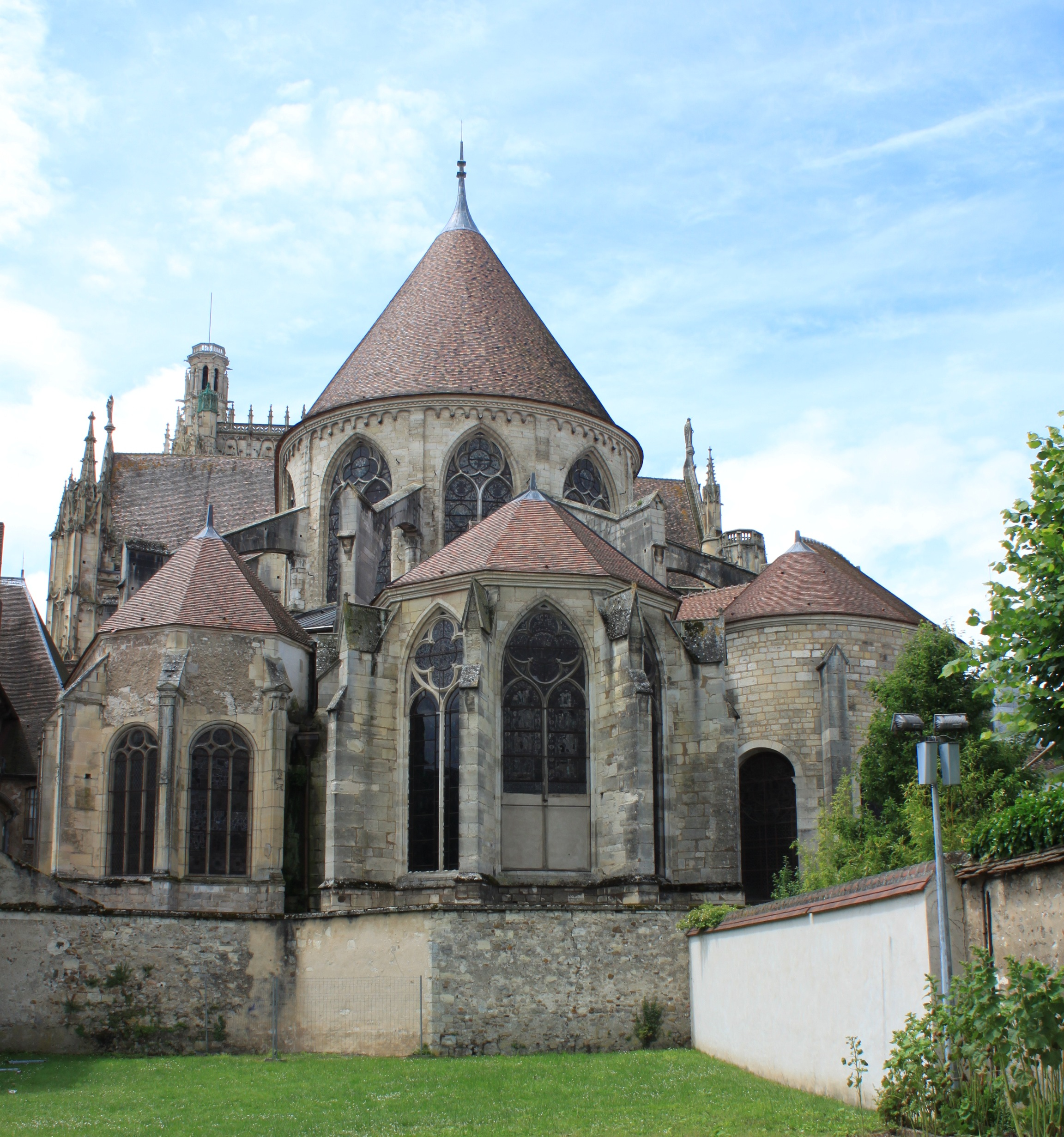
Veduta esterna dell'abside, la parte più antica della cattedrale

Nel 1135 l'arcivescovo Henri Sanglier decise di ricostruire la propria cattedrale, edificata nel X secolo. La nuova chiesa a tre navate con volte a crociera ogivali di tipo gotico, venne inaugurata nel 1164 da papa Alessandro III, che risiedette a Sens tra il 1161 e il 1165.
Il cantiere proseguì tuttavia i lavori: le navate vennero completate intorno al 1175-1180. Nel 1184 fu danneggiata da un incendio che devastò la città.
Dopo i restauri vennero avviati i lavori della facciata, condotti tra il 1195 e il 1230, finanziati dal re Filippo Augusto (1180-1223).
Nel 1234 la cattedrale ospitò il matrimonio tra Luigi IX e Margherita di Provenza.
L'originaria facciata andò distrutta nel crollo della sua torre meridionale il 5 aprile del 1268 e dovette essere nuovamente ricostruita. I lavori di ricostruzione furono tuttavia interrotti senza completare la torre meridionale a causa della guerra dei Cent'anni.
Il transetto, in stile gotico flamboyant, venne edificato tra il 1490 e il 1517, ad opera dell'architetto parigino Martin Chambiges.
Tristano di Salazar, arcivescovo di Sens tra il 1475 e il 1518, fece realizzare a sue spese il rosone sulla facciata del braccio meridionale del transetto e fece erigere nella navata laterale nord un monumento funebre alla memoria dei suoi genitori (1500-1515), nella quale fu anch'egli sepolto alla sua morte.
La torre meridionale della facciata fu terminata solo nel 1532 e vi venne in seguito aggiunto un piccolo campanile nel 1534.

## Descrizione

### Architettura

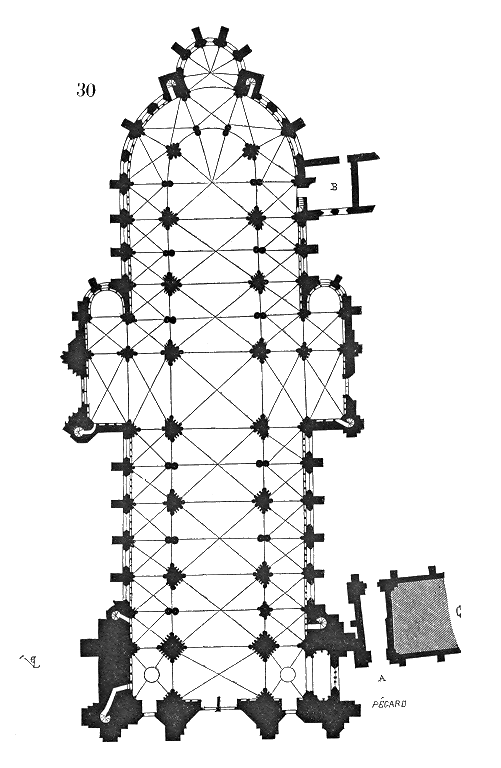
Pianta

La cattedrale di Sens influenzò la ricostruzione della cattedrale di Canterbury dopo l'incendio subito nel 1174: i lavori di ricostruzione furono diretti tra il 1175 e il 1179 da un architetto che aveva nome Guglielmo di Sens. Rientrato questi in Francia dopo essersi ferito in una caduta sul cantiere, gli successe nella direzione dei lavori un suo allievo di nome William (o "Guglielmo l'Inglese"), che terminò il coro con le relative cappelle. Sia la pianta che la decorazione di questa parte richiamano fortemente la cattedrale di Sens ed Eugène Viollet-le-Duc ritenne su questa base che Guglielmo di Sens avrebbe potuto essere l'architetto ignoto che costruì la cattedrale dei Sens.
| Parametro                         | Misura                                          |
| --------------------------------- | ----------------------------------------------- |
| Lunghezza esterna                 | 122 m                                           |
| Lunghezza interna                 | 113,50 m                                        |
| Larghezza della facciata          | 48,50 m                                         |
| Altezza delle volte               | 24,40 m                                         |
| Larghezza della navata centrale   | 15,25 m                                         |
| Larghezza del piedicroce          | 27,50 m                                         |
| Lunghezza del transetto           | 48 m                                            |
| Diametro dei rosoni dei transetti | 11 m (altezza intera vetrata 18 m)              |
| Altezza della torre meridionale   | 78 m (66 m senza il piccolo campanile aggiunto) |

### Esterno

#### Facciata occidentale

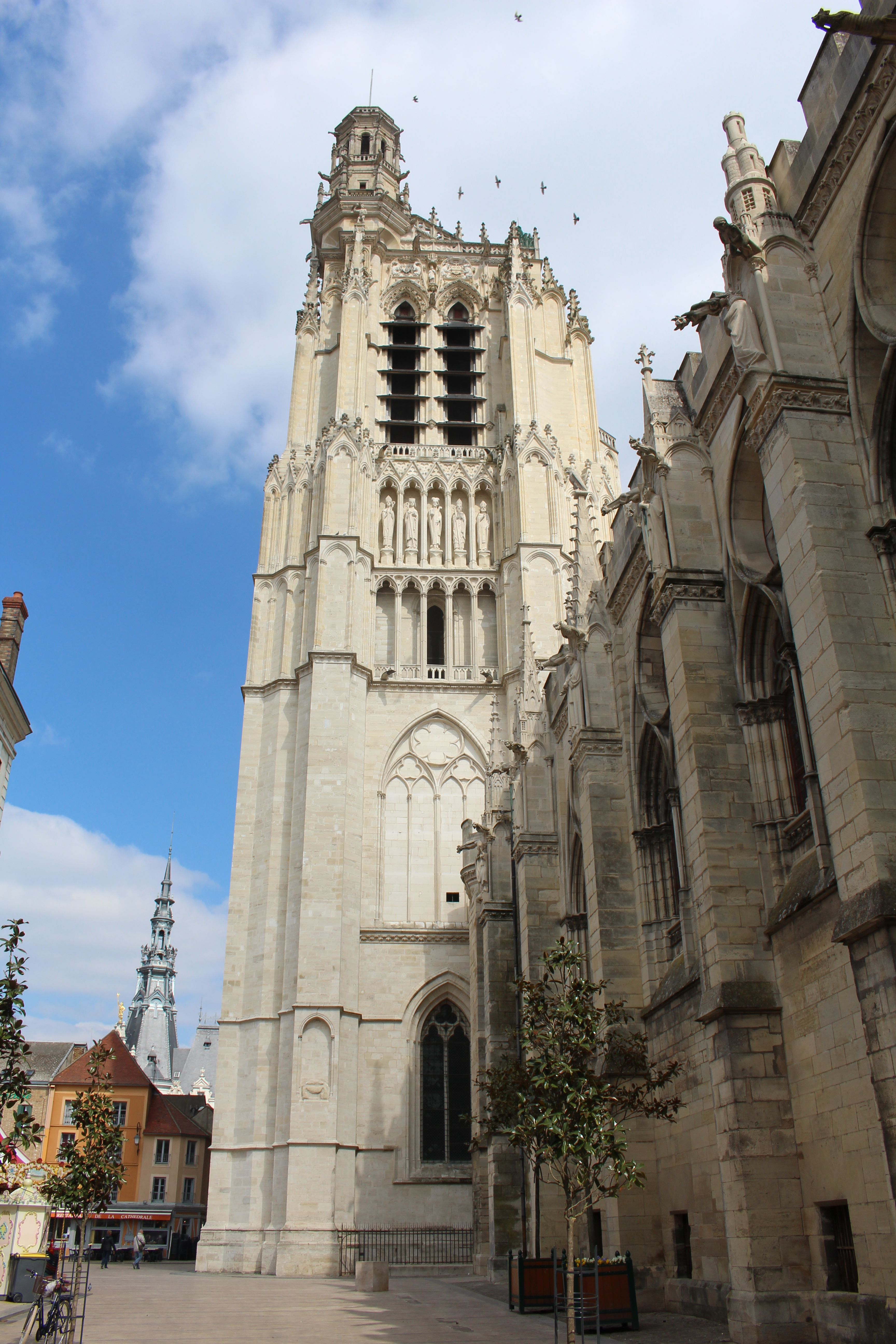
La torre meridionale

La parte più antica della facciata è la torre settentrionale (anche chiamata tour de Plomb, ovvero "torre di Piombo", in quanto fino al 1845 aveva una copertura a cuspide rivestita da lamine di piombo).
Nella parte centrale, sul basamento della cattedrale, ai lati del portale, si trovano tre ordini di rilievi, appartenenti anch'essi alla prima fase della facciata: la fila inferiore, rifatta nel XIX secolo mostra decorazioni geometriche; la fila intermedia presenta a sinistra animali ed esseri favolosi e a destra rappresentazioni delle Virtù e dei Vizi, molto rovinati; la fila superiore infine mostra a sinistra la raffigurazione delle Sette arti liberali e della Filosofia e a destra i lavori dei Dodici mesi dell'anno.
La parte superiore della facciata sopra il portale centrale, con la grande finestra al posto del consueto rosone, si deve alla ricostruzione successiva al crollo ed è datata tra la fine del XIII secolo e gli inizi del XIV. Il rilievo con il Cristo in maestà che si trova alla sommità è un'aggiunta del XIX secolo.
La torre meridionale è chiamata anche tour de Pierre ("Torre di pietra"). Al suo terzo livello si trova un gruppo di statue raffigurante dieci Arcivescovi di Sens, del XIX secolo: cinque sono collocate sulla fronte occidentale e altre cinque sul lato opposto della torre. Al di sopra di questa galleria la parte superiore della torre si deve ai lavori del XVI secolo. La torre è sormontata da un piccolo campanile ottagonale, edificato in stile rinascimentale nel 1534.
La torre meridionale ospita tuttora due campane fuse nel 1560 e piuttosto note: la Savinienne (del 1560, 9620 kg, diametro di 2,60 m) che suona un Mi♭2 e prende il nome da uno dei primi arcivescovi di Sens (san Savignano o saint Savinien), e la Potentienne (7680 kg, diametro di 2,32 m), che suona un Fa2 crescente e il cui nome deriva dall'arcivescovo san Potenziano (saint Potentien). Nel 1837 dal bordo della campana maggiore, a causa dell'urto con il battaglio abbassatosi per la rottura della fascia in cuoio che lo regge, si staccò un frammento del peso di 38 kg che ne ha compromesso il suono. La Potentienne è invece considerata una delle campane migliori di tutta la Francia. Gli altri due bronzi che completano il concerto sono Louise Terese (del 1819, 825 kg, diametro di 1,14 m) corrispondente alla nota Mi♭3, e la campana dell'Angelus (del 1369, 315 kg, diametro di 0,81 m) nota Si3.

##### Portali
Appartiene alla prima fase della facciata il portale settentrionale, alla base della torre nord (1195-1200), dedicato a san Giovanni Battista. La lunetta ospita un rilievo raffigurante il Battesimo di Cristo, il Banchetto di Erode con la danza di Salomé, e la Decapitazione del santo. Nell'archivolto compaiono altre storie del santo e del ritrovamento delle sue reliquie.
Anche il portale centrale era sfuggito in gran parte alle conseguenze del crollo del 1268. È dedicato al santo titolare della cattedrale e conserva sul pilastro che divide in due l'ingresso una statua che lo raffigura, degli inizi del XIII secolo, mentre le altre statue che lo fiancheggiavano vennero distrutte durante la Rivoluzione francese e mai rimpiazzate.
Sui piedritti del portale sono rappresentate le Vergini savie e le vergini stolte (databili al 1220-1230), le cui teorie terminano in due medaglioni che raffigurano aperte e chiuse le porte del Paradiso.
Il timpano con il Giudizio universale, andato distrutto nel crollo del 1268, fu sostituito nella successiva ricostruzione con il Martirio di santo Stefano.
Il portale meridionale è dedicato alla Vergine Maria: sull'architrave sono raffigurate le scene della Dormizione di Maria e della sua Assunzione (1290-1310), mentre sul timpano è rappresentata l'Incoronazione della Vergine da parte di Gesù Cristo.

#### Fianco meridionale

Fianco meridionale della cattedrale e palazzo arcivescovile

La facciata meridionale del transetto, iniziata nella parte inferiore nel XIV secolo fu completata per la sua parte maggiore in stile gotico flamboyant negli anni 1490-1500 dall'architetto Martin Chambiges.
Il portale del braccio meridionale del transetto è consacrato anch'esso alla Madonna: nel timpano sono raffigurate la sua Dormizione e la sua Incoronazione. Le decorazioni dei piedritti e dell'archivolto del portale e le grandi statue che lo fiancheggiavano furono distrutti durante la Rivoluzione francese il 7 novembre del 1793.
Il portale è sormontato da un'alta finestra vetrata, alta 18 m e occupata in parte da un rosone a sei bracci.
Il complesso comprende il "Palazzo sinodale" (1225-1241) e il palazzo arcivescovile, del XVI e XVIII secolo, articolati intorno al cortile sul lato meridionale della cattedrale.

#### Archi rampanti
L'alta navata centrale dell'edificio è sostenuta da una serie di archi rampanti, aggiunti nel XIII secolo, consentendo di ampliare le finestre: sono ad un solo livello e non sono dotati di gargouilles per lo scarico dell'acqua piovana.

### Interno

#### Piedicroce

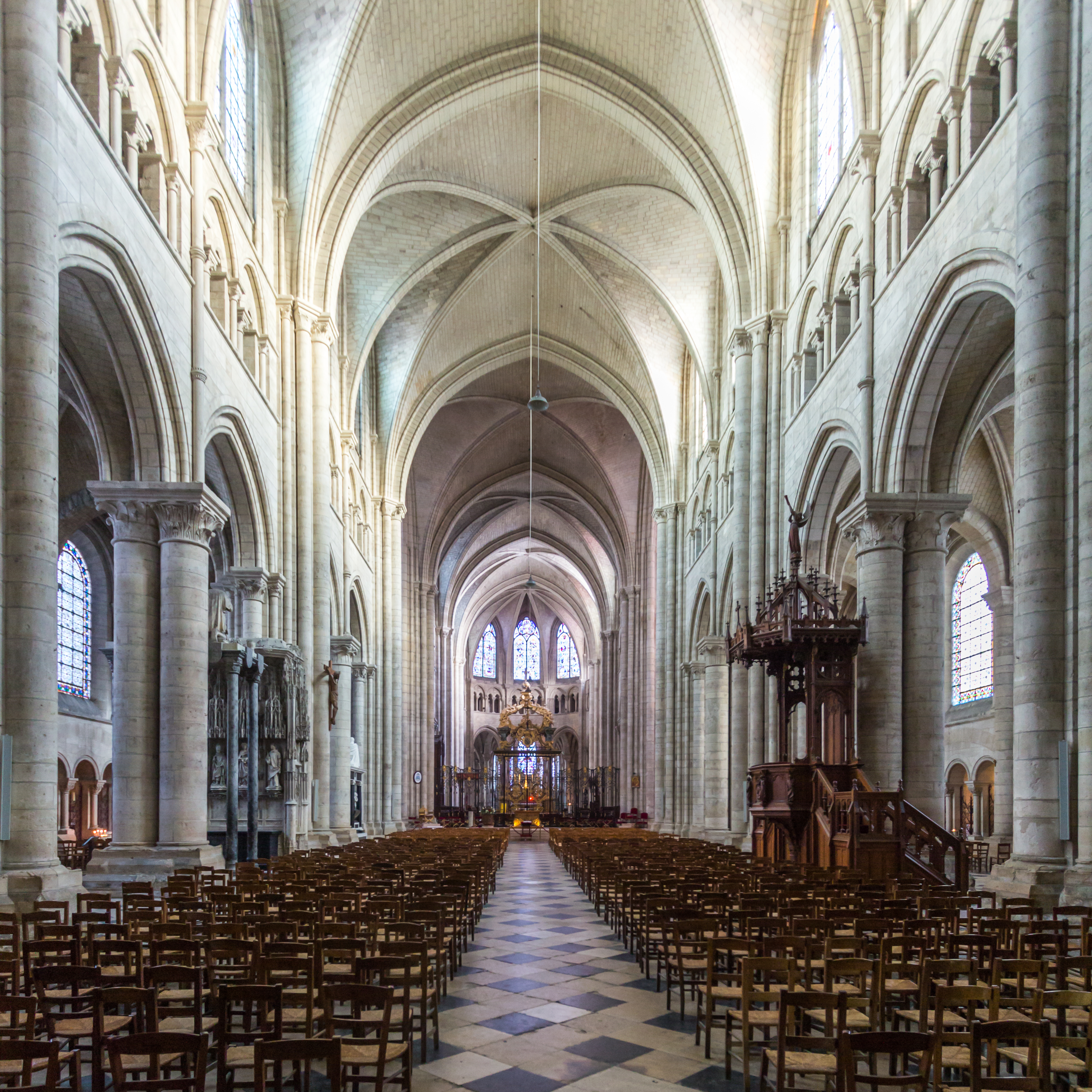
Interno

La navata centrale è proporzionalmente piuttosto larga e poco slanciata Solo la prima campata è di forma rettangolare, mentre le altre quattro sono a pianta quadrata, con volte a crociera esapartite: questo tipo di volta prevede un'alternanza di sostegni "robusti" e più "deboli", questi ultimi costituiti da due colonne appaiate.
Le pareti della navata centrale sono suddivise in tre livelli: le arcate che danno sulle navate laterali, il triforio cieco e le finestre alte.
Le navate laterali hanno ciascuna sette campate di forma quadrata. Sono piuttosto alte in proporzione alla navata centrale o alla loro ampiezza (12,10 m a Sens, contro 10 m a Parigi).
Il primo pilone "debole" sul lato meridionale fu rimpiazzato da un altro pilone "robusto" dopo il crollo del 1268 che aveva interessato questo lato della facciata. Nella parte interessata dalla successiva ricostruzione gli archi ogivali sono più acuti, mostrando l'evoluzione nel frattempo intervenuta nelle tecniche dell'architettura gotica.
Sul primo pilone del lato nord è scolpita una piccola testa in pietra, che secondo la leggenda venne realizzata per ridicolizzare l'avvocato Pierre de Cognières o Jean du Cognot, il quale aveva attaccato i privilegi del clero davanti al re Filippo VI.
La prima campata della navata laterale meridionale è utilizzata come cappella ("della Santa Croce" o "delle campane").
Opera dell'architetto Martin Chambiges, il transetto fu costruito in stile gotico flamboyant alla fine del XV secolo. In precedenza in questa posizione erano state realizzate due cappelle sporgenti, che formavano una sorta di transetto rudimentale. La volta del transetto fu costruita inoltre ad un livello più alto, raggiungendo i 27 m nel braccio meridionale e i 27,5 m nel braccio settentrionale.
Le sue pareti laterali sono prive del triforio cieco presente sulle pareti della navata centrale, secondo lo stile dell'epoca che mirava all'ingrandimento delle finestre superiori.
Sul lato orientale di ciascuno dei bracci del transetto si apre una cappella ad una sola campata, terminante in un'abside, e aperta anche lateralmente sul deambulatorio del coro. La cappella meridionale del transetto ("cappella di Notre-Dame") ospita un altare sormontato da una statua di Vergine con Bambino del 1334, donata dal canonico Manuel de Jaulnes. Sul piedistallo della scultura sono scolpite le scene dell'Annunciazione, della Visitazione e della Natività.

##### Vetrate
Alle estremità del transetto la parete è quasi interamente occupata da un rosone che sormonta una serie di cinque finestre a bifora, con vetrate colorate. Altre vetrate decorano le finestre sulle pareti laterali.
Le vetrate del braccio meridionale furono offerte dall'arcivescovo Tristano di Salazar ed eseguite tra il 1500 e il 1502 da mastri vetrai provenienti da Troyes (Liévin Varin, Jean Verret e Balthazar Godon), mentre quelle del braccio settentrionale furono realizzate tra il 1516 e il 1517 dal mastro vetraio Jean Hympe insieme al figlio omonimo, di Sens. Su questo lato le vetrate del rosone e delle finestre sottostanti furono offerte dal decano del capitolo, Gabriel Gouffier.
I soggetti delle vetrate del transetto sono i seguenti:
- nel braccio meridionale del transetto:
  - rosone della controfacciata (a sei bracci): Giudizio universale, con la resurrezione dei morti;
  - finestre sotto il rosone: Vita e martirio di santo Stefano
  - parete orientale: Vita di san Nicola, scene bibliche, un Albero di Jesse e una Vergine del Liocorno,
  - parete occidentale: prosegue il ciclo della vita di santo Stefano;
- nel braccio settentrionale del transetto:
  - rosone della controfacciata: Annunciazione con concerto celeste
  - finestre sotto il rosone: cinque Apparizioni dell'arcangelo Gabriele, patrono del donatore,
  - parete orientale: Storie di Giuseppe e le immagini dei Sedici arcivescovi di Sens canonizzati come santi
  - parete occidentale: Storie di Abramo e figure dei Santi protettori della città.

#### Coro e abside

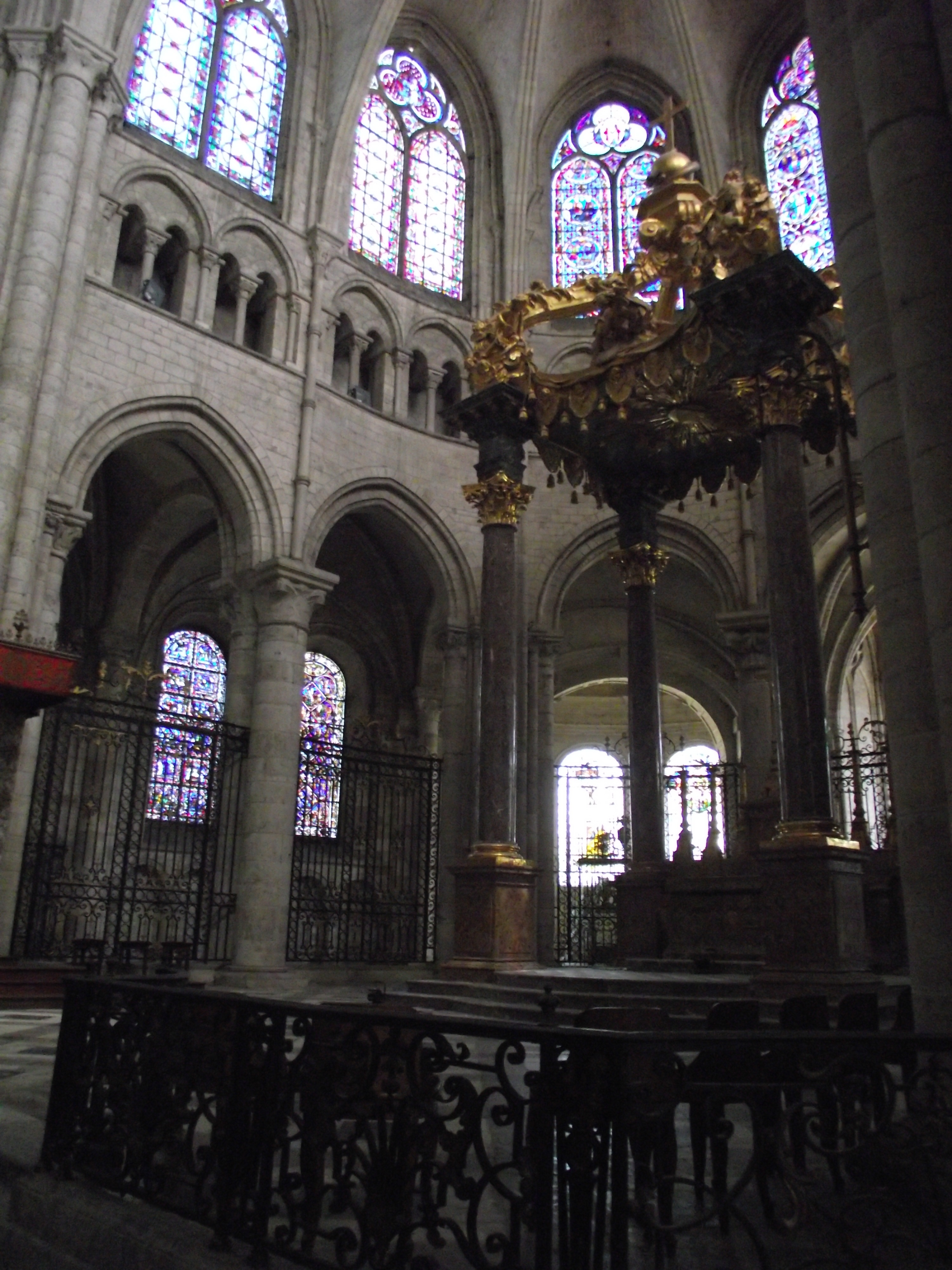
Interno dell'abside

Il coro ha tre campate con volte a crociera esapartite analoghe a quelle della navata centrale, l'ultima della quale termina a semicerchio con una semicupola divisa in cinque settori. Le pareti sono suddivise in altezza in tre parti, in modo analogo a quelle della navata centrale.
L'area del coro è chiusa da una cancellata del 1762, opera del fabbro parigino Guillaume Doré.
L'altare maggiore, datato al 1742 è sormontato da un baldacchino con colonne in marmo rosso.
Nel coro era sepolto il delfino Luigi Ferdinando di Borbone-Francia, figlio del re Luigi XV, morto nel 1765, e sua moglie Maria Giuseppina di Sassonia, morta nel 1767, genitori del re Luigi XVI: la loro tomba venne profanata durante la Rivoluzione francese (marzo 1794, ma con la Restaurazione i resti vennero recuperati per ordine del re Luigi XVIII, anch'egli figlio della coppia, e nuovamente tumulati nella cattedrale nel 1814. Il monumento funebre, opera dello scultore Guillaume Coustou, il Giovane comprendeva le due figure allegoriche dell'Immortalità e della Religione.

##### Deambulatorio
Sul deambulatorio, che circonda il coro in prosecuzione delle navate laterali, si aprono sei cappelle, tre delle quali disposte a raggiera: quella assiale risale al XIII secolo, mentre le altre due sono del XVI e del XVIII secolo. Altre due cappelle si aprono sul lato settentrionale e l'ultima sul lato meridionale (XIV secolo).
La parete settentrionale del deambulatorio presenta una decorazione ad arcate a tutto sesto, ancora di tipo romanico, con capitelli decorati. In una di queste arcate è collocata una statua che raffigura Tommaso Becket, arcivescovo di Canterbury, il quale visitò Sens e la Borgogna tra il 1164 e il 1170. La statua, databile al 1195-1200. è attribuibile probabilmente ai medesimi scultori che realizzarono anche i rilievi del portale settentrionale.
Sempre sul lato nord del deambulatorio sono presenti quattro finestre con vetrate a medaglioni degli inizi del XIII secolo, dipendenti dallo stile delle vetrate delle cattedrali di Chartres e di Bourges. I soggetti rappresentati sono:
- Storie di sant'Eustachio
- Storie di san Tommaso di Canterbury
- Parabola del buon samaritano
- Parabola del figliol prodigo

#### Organi a canne

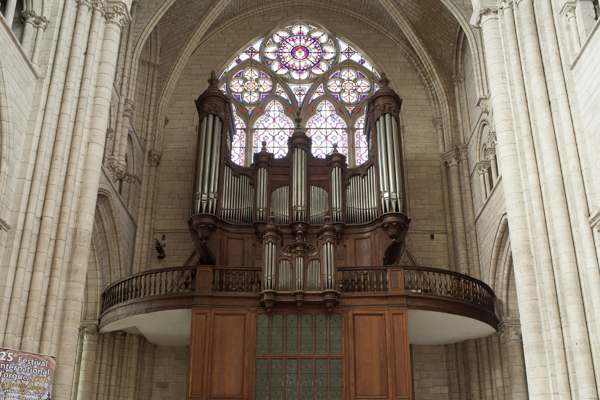
Organo maggiore

Sulla cantoria in controfacciata, si trova l'organo a canne maggiore della cattedrale; costruito nel 1734 da François Mangin, venne più volte modificato; gli interventi più significativi furono quelli dei fratelli Stoltz nel 1890 e della ditta Boisseau-Cattiaux nel 1983-1991. Esso è alloggiato all'interno della cassa lignea barocca coeva, opera di Jean Richard, ed è classificato come monumento storico di Francia dal 1973. Lo strumento, a trasmissione integralmente meccanica, dispone di 48 registri; la sua consolle è a finestra e dispone di quattro tastiere (di estensione variabile) ed una pedaliera.
Nel coro, al di sotto della seconda arcata a sinistra, si trova un secondo organo a canne, costruito nel 1854 da Pierre-Alexandre Ducroquet e ricostruito nel 1953 da Robert Masset. A trasmissione meccanica, ha 15 registri; la sua consolle dispone di due tastiere e pedaliera.